# Göteborgs Vasa distrikt
Göteborgs Vasa distrikt är ett distrikt i Göteborgs kommun och Västra Götalands län. 
Distriktet ligger i centrala Göteborg.

## Tidigare administrativ tillhörighet
Distriktet inrättades 2016 och utgörs av en del av det område som före 1971 utgjorde Göteborgs stad.
Området motsvarar den omfattning Göteborgs Vasa församling hade vid årsskiftet 1999/2000 och som den fick 1929 efter utbrytning av Johannebergs församling.